# اعتراضات ۲۰۲۵ ایالات متحده آمریکا علیه اخراج دسته جمعی مهاجران
پس از آغاز دومین دوره ریاست‌جمهوری دونالد ترامپ، رئیس‌جمهور ایالات متحده آمریکا در ۲۰ ژانویه ۲۰۲۵، اعتراضات متعددی علیه اخراج گسترده مهاجران غیرقانونی توسط او آغاز شد. اعتراضات گسترده‌ای در ایالت‌های آلاباما، کالیفرنیا، جورجیا، ایلینوی، ایندیانا، کارولینای جنوبی و تگزاس رخ داده است.

## پیشینه
دونالد ترامپ، رئیس‌جمهور ایالات متحده، پس از بازگشت به قدرت برای دومین دوره ریاست جمهوری خود در ۲۳ ژانویه ۲۰۲۵، چندین وعده انتخاباتی خود در مورد اجرای سختگیرانه‌تر قوانین مهاجرتی را عملی کرد که منجر به افزایش عملیات اعمال مهاجرت و گمرک ایالات متحده آمریکا (ICE) در مناطق بزرگ شهری شد.